# Velké Koloděje
Velké Koloděje je vesnice, část města Sezemice v okrese Pardubice. Nachází se asi 2 km na jihovýchod od Sezemic. V roce 2009 zde bylo evidováno 65 adres. V roce 2001 zde trvale žilo 179 obyvatel.
Velké Koloděje je také název katastrálního území o rozloze 3,84 km2.
Součástí Velkých Kolodějí jsou i Malé Koloděje, ležící na levém břehu kanálu Malokolodějský odpad. Malé Koloděje nejsou samostatnou evidenční částí obce.

## Osobnosti
- Václav Jeřábek (1845–1931), český matematik